# 1 500 mètres féminin aux championnats du monde d'athlétisme en salle 2014
Navigation
2012 2016
Le 1 500 mètres féminin des Championnats du monde en salle 2014 s'est déroulé les 7 et 8 mars 2014 à l'Ergo Arena de Sopot, en Pologne.

## Résultats

### Séries
| Rang | Série | Athlète                | Pays        | Temps         | Notes |
| ---- | ----- | ---------------------- | ----------- | ------------- | ----- |
| 1    | 2     | Abeba Aregawi          | Suède       | 4 min 08 s 74 | Q     |
| 2    | 2     | Axumawit Embaye        | Éthiopie    | 4 min 09 s 46 | Q     |
| 3    | 2     | Nicole Sifuentes       | Canada      | 4 min 09 s 49 | q, PB |
| 4    | 2     | Siham Hilali           | Maroc       | 4 min 09 s 76 | q, SB |
| 5    | 2     | Svetlana Karamasheva   | Russie      | 4 min 10 s 91 | q, SB |
| 6    | 1     | Rababe Arafi           | Maroc       | 4 min 10 s 95 | Q     |
| 7    | 1     | Heather Kampf          | États-Unis  | 4 min 11 s 27 | Q, PB |
| 8    | 1     | Elena Korobkina        | Russie      | 4 min 11 s 43 |       |
| 9    | 1     | Gudaf Tsegay           | Éthiopie    | 4 min 11 s 83 |       |
| 10   | 1     | Jemma Simpson          | Royaume-Uni | 4 min 11 s 93 |       |
| 11   | 3     | Treniere Moser         | États-Unis  | 4 min 12 s 63 | Q     |
| 12   | 1     | Danuta Urbanik         | Pologne     | 4 min 13 s 34 |       |
| 13   | 3     | Luiza Gega             | Albanie     | 4 min 13 s 78 | Q     |
| 14   | 2     | Katarzyna Broniatowska | Pologne     | 4 min 14 s 31 |       |
| 15   | 2     | Claire Tarplee         | Irlande     | 4 min 15 s 64 |       |
| 16   | 3     | Mimi Belete            | Bahreïn     | 4 min 16 s 02 |       |
| 17   | 3     | Isabel Macías          | Espagne     | 4 min 17 s 14 |       |
| 18   | 3     | Maruša Mišmaš          | Slovénie    | 4 min 18 s 92 |       |
| 19   | 1     | Éliane Saholinirina    | Madagascar  | 4 min 19 s 64 | NR    |
| —    | 3     | Gamze Bulut            | Turquie     | 4 min 24 s 52 | DQ    |

### Finale
| Rang               | Athlète              | Nationalité | Temps         | Notes |
| ------------------ | -------------------- | ----------- | ------------- | ----- |
| Médaille d'or      | Abeba Aregawi        | Suède       | 4 min 00 s 61 |       |
| Médaille d'argent  | Axumawit Embaye      | Éthiopie    | 4 min 07 s 12 | PB    |
| Médaille de bronze | Nicole Sifuentes     | Canada      | 4 min 07 s 61 | NR    |
| 4                  | Siham Hilali         | Maroc       | 4 min 07 s 62 | SB    |
| 5                  | Treniere Moser       | États-Unis  | 4 min 07 s 84 | PB    |
| 6                  | Luiza Gega           | Albanie     | 4 min 08 s 24 |       |
| 7                  | Svetlana Karamasheva | Russie      | 4 min 13 s 89 |       |
| -                  | Rababe Arafi         | Maroc       | DQ            |       |
| -                  | Heather Kampf        | États-Unis  | DQ            |       |

## Légende
Records et Performances
- AR : Record continental (area record)
- CR : Record des championnats (championship record)
- MR : Record du meeting (meet record)
- NR : Record national (national record)
- OR : Record olympique (olympic record)
- PR : Record paralympique (paralympic record)
- PB : Record personnel (personal best)
- SB : Meilleure performance personnelle de la saison (season's best)
- WL : Meilleure performance mondiale de l'année (world leader)
- WJR : Record du monde junior (world junior record)
- WR : Record du monde (world record)

Circonstances et Conditions
- DNF : N'a pas terminé (did not finish)
- DNS : N'a pas pris le départ (did not start)
- DQ : Disqualification (disqualification)
- NM : Aucun essai valable enregistré (No Mark)
- Q : Qualifié « directement » au prochain tour (ou à la prochaine compétition), lors d'une compétition majeure, grâce au classement ou à la réalisation des minima (automatic qualifier)
- q : Qualifié au prochain tour (ou à la prochaine compétition), lors d'une compétition majeure, grâce au repêchage ou à la réalisation de l'une des meilleures performances parmi celles des « non qualifiés directement » (grâce au meilleur temps ou à la meilleure distance par exemple) (secondary qualifier)